# Un homme à la mer (téléfilm)
 (juin 2018).
Si vous disposez d'ouvrages ou d'articles de référence ou si vous connaissez des sites web de qualité traitant du thème abordé ici, merci de compléter l'article en donnant les références utiles à sa vérifiabilité et en les liant à la section « Notes et références ».
Pour les articles homonymes, voir Un homme à la mer.
Pour plus de détails, voir Fiche technique et Distribution.
Un homme à la mer est un téléfilm réalisé par Jacques Doillon en août 1993.

## Synopsis
un homme est retrouvé par sa femme, son môme et la maitresse dans un hôtel.

## Distribution
- Jacques Higelin
- Nicole Garcia
- Marie Gillain
- Isabella Ferrari
- Géraldine Pailhas